# بالم لب

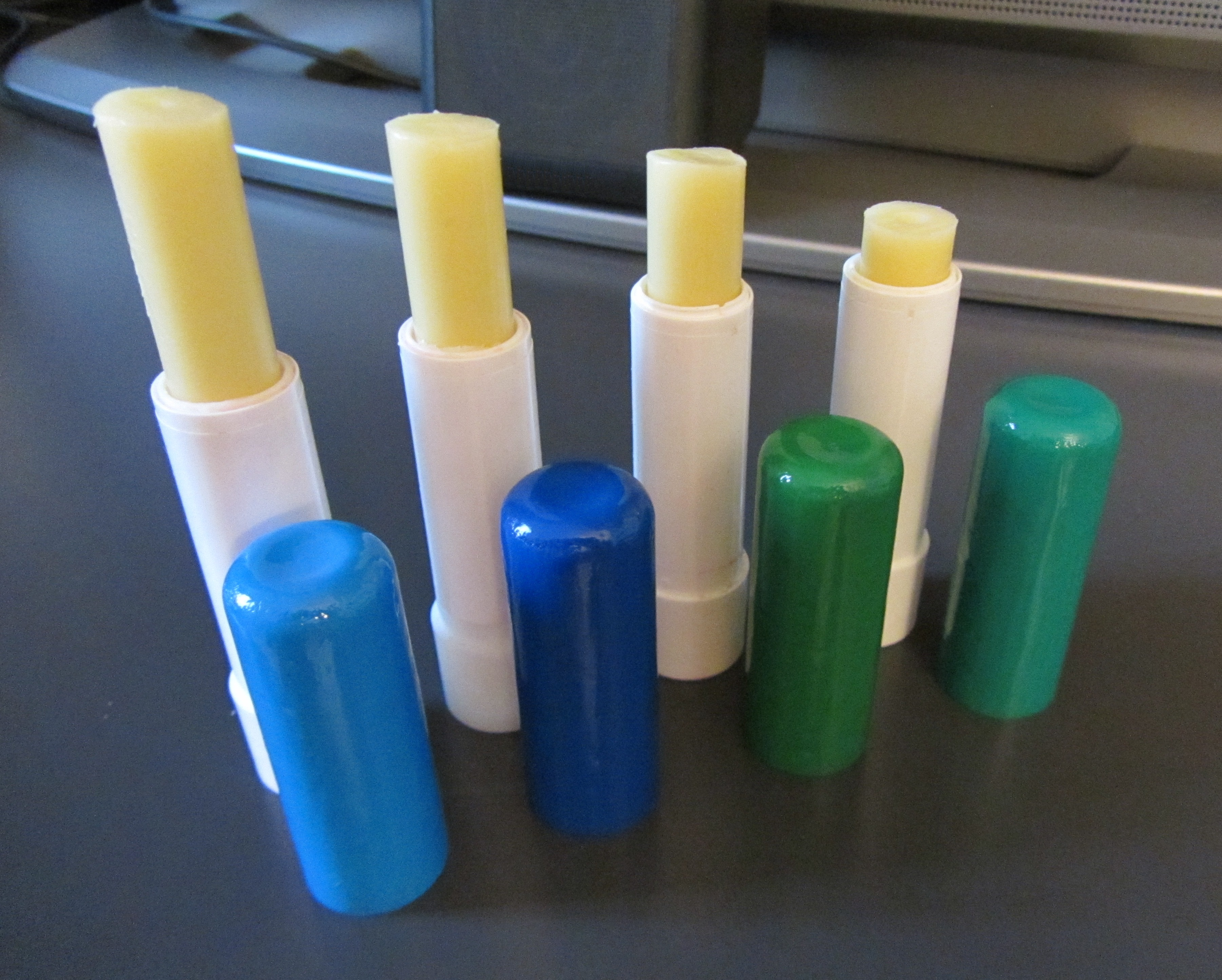
بالم لب خانگی

بالم لب نوعی موم یا پماد است که با وجود ترکیبات نرم‌کننده و مرطوب‌کننده باعث لطافت و آبرسانی لب‌ها می‌شود. بالم لب‌ها با چربی کنترل شده مانع از ایجاد احساس سنگینی و چسبندگی در لب شده و از طرفی از خشکی و ترک خوردن آن نیز جلوگیری می‌کنند. بالم لب اغلب شامل موم زنبور عسل یا موم نخل، کافور، استیل الکل، لانولین، پارافین و بنزین و سایر مواد است. برخی از انواع آن حاوی رنگ، طعم، عطر، فنل، اسید سالیسیلیک و ضدآفتاب هستند.

## اعتیاد
برخی از پزشکان ادعا کردند که انواع خاصی از بالم لب می‌تواند اعتیادآور باشد یا حاوی موادی باشد که در واقع باعث خشک شدن می‌شوند. تولیدکنندگان بالم لب گاهی در سوالات متداول خود اظهار می‌کنند که هیچ چیز اعتیادآور در محصولات آنها وجود ندارد یا همه مواد تشکیل دهنده فهرست شده و توسط FDA تأیید شده‌است.